# Joseph Bringas
Joseph Bringas (en grec : Ὶωσῆφ Βρίγγας) est un eunuque, haut fonctionnaire de l’Empire byzantin au Xe siècle durant les règnes de Constantin VII et de Romain II. Sa date de naissance est inconnue. Il est né dans la province byzantine de Paphlagonie, qui se situe dans l’actuelle Turquie. Il meurt en exil en 965 dans le monastère d’Asekretis en Bythinie, région qui se situe également dans la Turquie actuelle. Il est de la même famille que l’empereur qui régna sur l’Empire byzantin au XIe siècle, Michel Bringas.

## Ascension dans le gouvernement byzantin

### Sous Constantin VII

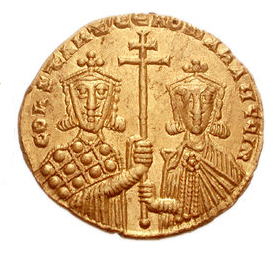
Solidus représentant Constantin VII et Romain II

Joseph Bringas est un serviteur byzantin sous le règne de Constantin VII. Il entra au service de ce dernier et il gravit rapidement les échelons. L’empereur le promeut au rang administratif de atrikios et par la suite de  praepositus ou grand préposite. Plus tard, il fut nommé au rang de sakkellarios et devient le haut responsable financier chargé du trésor impérial. Il fut ensuite promu comme droungarios ou grand drongaire, c’est-à-dire commandant de la flotte impériale basée à Constantinople. C’est le grade militaire le plus élevé de la marine byzantine à cette époque.

### Sous Romain II
Ce n’est qu’après la mort de Constantin VII en 960 que Joseph Bringas obtient son titre le plus important. Le nouvel empereur, Romain II, fils de Constantin VII, décide de remplacer son parakimomène, Basile Lécapène. Ce titre et les charges qui y sont rattachées sont remis à Joseph Bringas. Certains historiens suggèrent que cette décision de l’empereur aurait été prise sous l’influence de sa femme, l’impératrice Théophano. Cette fonction réservée aux eunuques permet à Bringas de s’élever dans les plus hautes sphères du gouvernement byzantin. La charge de Parakimomène était la plus haute et la plus prestigieuse fonction que pouvait atteindre un eunuque. Il avait la garde de l’empereur jour et nuit et il devait veiller à la sécurité de celui-ci. Nommé par l’empereur, cette fonction témoignait de la confiance du suzerain en la personne à qui il donnait ce poste. Bringas devint également, à la même époque, président du Sénat. Il est chargé d’administrer l’empire sous Romain II. D’après l’historien arménien contemporain Stépanos Taronetsi, Bringas était le véritable maître de l’empire, tirant les ficelles dans le dos de l’empereur.

### Lors de la régence
À la mort de l’empereur en 963, il devient alors le corégent avec Théophano, impératrice veuve de Romain II. Cette régence est mise en place en attendant que les fils héritiers, Basile II et Constantin VIII, puissent être en âge de gouverner. Toutefois, celle-ci ne durera que quelques mois et se terminera par une révolte. Joseph Bingras subit le coup d'État militaire du général Nicéphore Phocas qui, appuyé par la population et l’armée, s’empare du titre impérial en août 963. Bringas est exilé dans un monastère et meurt en 965.

## Contexte historique

### Le monde byzantin auXesiècle
Au Xe siècle, l’Empire byzantin est dirigé par la dynastie nommée la dynastie macédonienne. La fin de ce siècle est une période de conquêtes et d'expansion. Dès le début du siècle, l’empire avait une économie forte et une démographie en croissance malgré des pertes de territoires qui eurent lieu durant les siècles antérieurs. Cette forte économie et l’augmentation de la population fournirent des troupes et les moyens nécessaires pour entreprendre les campagnes militaires de la seconde partie du Xe siècle. De plus, avec la mort du roi bulgare Syméon en 927, la Bulgarie se retrouve affaiblie et recherche la paix avec l’Empire byzantin. La frontière nord de l’empire avec les Bulgares est donc pacifiée permettant aux armées byzantines de se tourner vers le Sud et les royaumes musulmans.
À cette époque, l’effondrement du Califat abbasside s’accentue, les forces de Bagdad n’interviennent plus contre Byzance et les empires de l’Islam se divisent. La reconquête de ces anciennes possessions byzantines aux mains des Arabes débute. En 972, la Bulgarie est pour la majeure partie soumise à l’empire. Le Levant et les îles méditerranéennes furent également pris à cette même époque.
Ainsi, vers la deuxième moitié du Xe siècle, les conquêtes militaires et les victoires sur les Arabes et sur  les Bulgares mèneront l’empire à son apogée. La seconde période du Xe et le XIe siècle entraine donc un agrandissement considérable du territoire de l’empire. Les nombreuses conquêtes territoriales sur les royaumes musulmans et bulgares permettent à l’empire de repousser ses frontières.
Ce siècle témoigne également d’un renforcement de l’importance et de la légitimité des empereurs. La dynastie macédonienne s’accommoda souvent de régents menés au pouvoir par l’armée ou la marine, mais les princes héritiers réussirent toujours à s’imposer une fois adulte. 
Cette période coïncide aussi avec le début des premiers troubles internes sérieux que connaîtra la politique de l’empire tout au long des prochains siècles. La prise violente du pouvoir par le général Nicéphore Phocas et les émeutes créées par cet événement offrent un aperçu de l’agitation et des problèmes internes qui ébranleront Constantinople durant les deux siècles suivants.

### Les eunuques dans l’Empire byzantin
Durant l’Empire byzantin, les eunuques ont un rôle privilégié dans l’administration. Bien que la castration pour des raisons autres que médicales soit prohibée, plusieurs familles de toutes classes sociales décident tout de même de castrer un ou plusieurs enfants. L’enjeu en valait souvent la peine, car un enfant castré pouvait nourrir l’espoir de s’introduire dans les plus hautes sphères du gouvernement byzantin même s’il provenait d’une classe sociale moins élevée. 
Plusieurs privilèges leur étaient accordés. Les eunuques impériaux pouvaient acquérir des propriétés foncières et de riches domaines dans la banlieue de Constantinople. Leurs influences auprès de l’empereur et le pouvoir qu’ils obtenaient par leur fonction leur permettaient de se constituer une puissante clientèle au sein de la capitale. Cette clientèle était constituée d’amis, de parents ou de serviteurs et ils s'en servaient à des fins politiques.  Avec le soutien de celle-ci, ils possédaient une grande influence politique et un pouvoir important.  Par exemple, l’eunuque, Basile Lécapène, a réussi  à recruter 3 000 hommes de sa clientèle pour l’aider à créer l’émeute qui renversa Bringas en 963. Comme ils sont profondément impliqués dans la politique byzantine, leurs maisons étaient souvent la cible des émeutes. Les eunuques étaient issus de toutes les couches sociales. Avoir des eunuques dans son entourage familial était, pour les familles, un moyen d’avancement dans la hiérarchie byzantine. Ce n’était donc pas seulement une façon pour un individu de gravir les échelons et de se retrouver haut fonctionnaire de l’État, mais cela permettait également aux familles de gravir les échelons impériaux. Par exemple, l’empereur Michel Bringas qui était apparenté à Joseph Bringas bénéficia du statut de haut fonctionnaire de son ancêtre pour s’élever dans la hiérarchie byzantine.

## L’implication de Joseph Bringas dans les conquêtes de l’empereur Romain II

### La conquête de la Crète
Le contrôle de l’île de Crète est d’une grande importance pour l’économie byzantine. Elle servait de comptoir, mais également de poste militaire pour protéger la mer Égée et l’important commerce byzantin. Depuis la conquête de la Crète par les Arabes en 824, celle-ci devient une épine constante pour l’Empire byzantin. Plusieurs raids de pirates arabes provenant de Crète pillent les routes commerciales et menacent le commerce byzantin. En 911 et en 949, de grandes expéditions militaires organisées par les empereurs byzantins furent envoyées pour reconquérir l’île sans succès.  
En 960, Joseph Bringas voit une occasion pour le jeune empereur Romain II et pour lui-même de gagner en popularité et en prestige en reconquérant cette île. Sous la recommandation de l’eunuque, l’empereur lance une large opération militaire vers l’île de Crête. Bringas est chargé d’organiser l’opération. Il choisit, pour commander l’armée, le général Nicéphore Phocas qu’il place à la tête de l’armée.
La plus grande partie de l’armée impériale byzantine et une énorme flotte de navires commandées par le général Phocas partent pour la Crète. La campagne dura jusqu’au mois de mars de l’année 961. Les Byzantins, victorieux, s’emparent de l’île. Cette victoire permet à l'empire de s'étendre et de  reprendre le contrôle sur la mer Égée. Elle eut également des effets importants sur la politique interne byzantine. Les rapports de forces se modifient, car c’est le général Nicéphore Phocas qui reçoit la grande majorité des honneurs au détriment du jeune empereur Romain II.

### La conquête d'Alep
Nicéphore Phocas, sous les ordres de l’empereur, attaque ensuite la ville levantine d’Alep qui, comme l’île de Crète, permettait aux Arabes d’aisément s’introduire et de piller les régions frontalières de l’empire. L’armée des Byzantins, mieux équipée, gagne facilement la bataille, chassant l’armée arabe de la région. Les Byzantins entrent dans Alep le 23 décembre 962. 
Les conquêtes de Phocas lui permet d'acquérir un grand prestige et une admiration de la part de la population byzantine, mais, encore plus dangereux pour l’empereur, l’armée soutient le général. Maintenant que les Arabes qui pillaient le territoire byzantin ont été vaincus, l’armée avait deux choix: rester fidèle à l’Empereur ou à son général victorieux. La mort de Romain II, probablement empoisonné par l’impératrice le 15 mars 963, résout la question.

## Le coup d’État
À la mort de Romain II, la régence fut exercée par Bringas et l’impératrice veuve, Théophano. Elle devait être exercée jusqu’à la maturité des princes héritiers. Craignant une insurrection militaire, Joseph Bringas convoque le général Phocas à Constantinople et l’envoie dans l’est de l’empire, espérant ainsi éviter une révolte militaire.

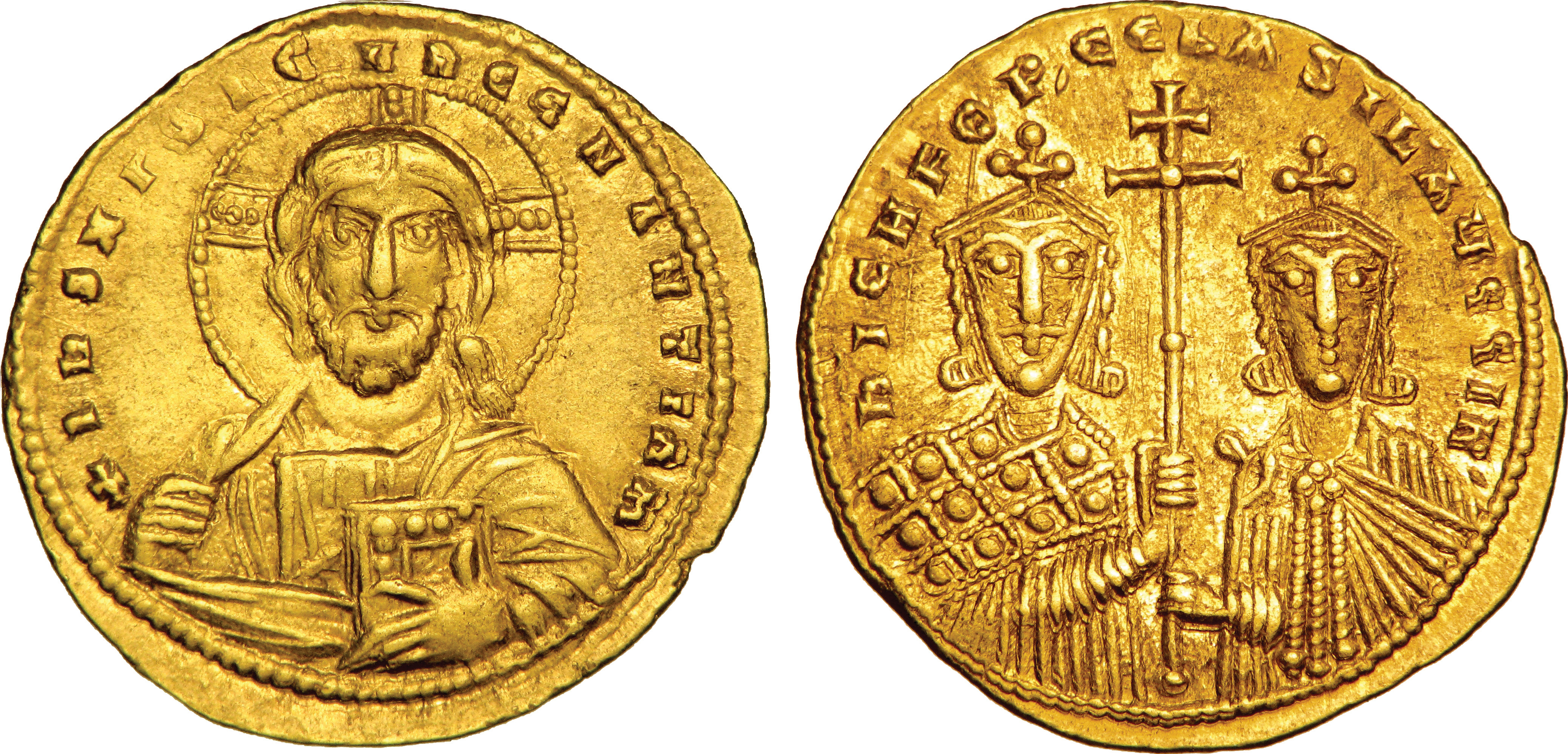
Histamenon nomisma en or représentant Nicéphore II Phocas et Basile II.

Nicéphore Phocas possédait une grande armée à sa disposition et des officiers plus loyaux au général conquérant qu’à un empereur mort et qu’à ses fils mineurs. D’après l’historien contemporain des événements, Léon le Diacre, les soldats préféraient servir Phocas, car il était plus apte qu’un « eunuque ignoble et des nourrissons (les princes héritiers Basile II et Constantin VIII) pour donner des ordres à des hommes de sang ». En juillet 963, cinq mois après la mort de l’empereur, alors que Nicéphore Phocas séjourne dans la ville de Césarée, loin de la capitale, l’armée le déclare empereur de l’Empire byzantin.
Nicéphore avait le soutien de l’armée, mais il avait également un soutien essentiel, celui de l’eunuque Basile Lécapène, le parakimomène sous l’empereur Constantin VII que Bringas avait remplacé lors de l’ascension au trône de Romain II. Les deux eunuques avaient longtemps été en compétition et Lécapène voyait un moyen d’éjecter son vieil ennemi du poste qu’il convoitait.
Durant le coup d'État, la population de Constantinople soutient le nouvel empereur Phocas et tente de renverser Bringas. Utilisant sa clientèle, Joseph Bringas demande l’aide de la guilde des pâtissiers afin de bloquer la vente de pain dans la capitale pour forcer la population a stopper les émeutes. De son côté,  Lécapène arme 3 000 hommes de sa clientèle et réussit à provoquer une émeute contre le régent Bringas à Constantinople. L’émeute détruisit un grand nombre de demeures dont la grande villa de Joseph Bringas. Les désordres qu’entraina ce coup d’État furent violents et les meurtres nombreux. Lécapène, allié de Phocas, réussit à prendre le contrôle de la capitale et Bringas dut se rendre. Avant même l’arrivé du général dans la ville, le nom de Nicéphore Phocas, le victorieux, était acclamé dans la capitale impériale. Basile Lécapène s’empara par la suite de la flotte byzantine qui mouillait à Constantinople pour la mettre au service du nouvel empereur. Joseph Bringas dû s’avouer vaincu. Nicéphore entra à Constantinople le 16 août 963 et fut couronné empereur dans la basilique Sainte-Sophie. Le nouvel empereur nomma Basile Lécapène au titre de parakimomène et bannit Bringas dans sa région natale de Paphlagonia, puis dans le monastère d’Asekretis près de la ville de Nicomédie. Il y meurt en 965.

### Monographie
1) Cheynet, Jean-Claude, Le Monde byzantin II. L'Empire byzantin (641-1204). Presses universitaires de France, « Nouvelle Clio », 2006, 624 pages.  (ISBN 9782130520078)
2) Cheynet, Jean-Claude, Histoire de Byzance. Presses universitaires de France, 2017, Paris, 128 pages.  (ISBN 978-2130545859)
3) Cheynet, Jean-Claude, Pouvoir et contestations à Byzance (963-1210), Éditions de la Sorbonne, Paris, 523 pages.  (ISBN 978-2859441685)
4) Konstam, Angus, Byzantine warship vs Arab warship 7th-11th centuries, Osprey Publishing, 2015, 80 pages,  (ISBN 978-1472807571)
5) Shepard, Jonathan, The Cambridge History of the Byzantine empire c.500-1492, Combridge University Press, 2009, 1228 pages.  (ISBN 978-0521832311)

### Chapitre de Livre
1) Sidéris George , Une société de ville capitale : les eunuques dans la Constantinople byzantine, Les Villes capitales au Moyen Âge, Éditions de la Sorbonne, Paris, 2006, p.243-274.  (ISBN 9791035101893)

### Article Scientifique
1) Cheynet, Jean-Claude. « La colère du peuple à Byzance (Xe – XIIe siècle) [1] », Histoire urbaine, vol. 3, no. 1, 2001, pp. 25-38.
2) Guilland, Rodolphe, « Fonctions et dignités des eunuques », Revue des études byzantines, tome 2, 1944, pp. 185-225.

### Ouvrage de référence
1) Kazhdan, Alexander. "Bringas, Joseph." The Oxford Dictionary of Byzantium. : Oxford University Press, 2005. Oxford Reference. Accéder le 5 Nov. 2020.